# مولالار محمدرضا كندي (غويجة بل)
مولالار محمدرضا کندي (بالفارسية: ملالار محمدرضاکندی) هي قرية تقع في إيران في قسم غويجة بل الریفي. يقدر عدد سكانها بـ 27 نسمة .